# Чабанка (урочище, Миколаївська область)
Чаба́нка — заповідне урочище місцевого значення в Україні. Розташоване на території Новобузького району Миколаївської області, у межах Новомихайлівської сільської ради.
Площа — 457 га. Статус надано згідно з рішенням Миколаївської обласної ради № 448 від 23.10.1984 року задля збереження ділянок зростання рослин, що зникають.
Заказник перебуває на схід від села Анастасівка.
Територія заповідного об'єкта слугує для збереження та охорони посадки дуба звичайного, кленів гостролистого і польового.